# Cmentarz wojenny w Bychawce
Cmentarz wojenny w Bychawce – cmentarz z okresu I wojny światowej znajdujący się pomiędzy wsiami Bychawka Druga a Pawłów, w gminie Bychawa, powiecie lubelskim.
Na cmentarzu pochowano 1183 żołnierzy austro-węgierskich i rosyjskich. Znane daty śmierci to:
- 3 września 1914 (m.in. 19 Pułk Piechoty Austro-Węgier)
- 24 lipca 1915